# Вильнёв (Швейцария)
Вильнёв (фр. Villeneuve) — коммуна и курорт на восточной оконечности Швейцарской Ривьеры, на западе Швейцарии, во франкоязычном кантоне Во,  в округе Эгль.

## География
Вильнёв расположен на восточной оконечности Женевского озера, в центре традиционного винодельческого региона (историческая область Шабле). Туристов привлекает возможность посетить лежащее неподалёку в горах живописнейшее озеро Онгрен (фр. Lac de l'Hongrin).

## История
На античных картах Вильнёв обозначен как Pennelucos — «оконечность озера». Впоследствии несколько раз менял название, прежде чем граф Фома Савойский дал ему нынешнее имя, которое переводится как «новый город» (старым считался Шильон). В XX веке Вильнёв избрали местом проживания французский писатель Ромен Роллан и австрийский художник Оскар Кокошка.

## Достопримечательности
На территории муниципалитета находится вершина Роше-дё-Нэ (фр. Rochers-de-Naye — высота 2041,90 м), куда из близлежащего города Монтрё идёт высокогорная железная дорога.